# فرودگاه کوگلوکتوک
فرودگاه کوگلوکتوک  (به انگلیسی: Kugluktuk Airport) یک فرودگاه همگانی باربری با کد یاتا YCO است که یک باند فرود شن دارد و طول باند آن ۱٬۶۷۷ متر است. این فرودگاه در کشور کانادا قرار دارد و در ارتفاع ۲۳ متری از سطح دریا واقع شده است.